# Electró forat negre
a, hi ha una hipòtesi especulativa que si hi hagués un forat negre amb la mateixa massa, càrrega i moment angular que un electró, compartiria altres propietats de l'electró. Sobretot, Brandon Carter va demostrar el 1968 que el moment magnètic d'aquest objecte coincidiria amb el d'un electró. Això és interessant perquè els càlculs que ignoren la relativitat especial i tracten l'electró com una petita esfera de càrrega giratòria donen un moment magnètic aproximadament la meitat del valor experimental (vegeu Relació giromagnètica).
Tanmateix, els càlculs de Carter també mostren que un possible forat negre amb aquests paràmetres seria " súper extrem ". Així, a diferència d'un autèntic forat negre, aquest objecte mostraria una singularitat nua, és a dir, una singularitat en l'espai-temps no amagada darrere d'un horitzó d'esdeveniments. També donaria lloc a corbes temporals tancades.
L'electrodinàmica quàntica estàndard (QED), actualment la teoria més completa de partícules, tracta l'electró com una partícula puntual. No hi ha proves que l'electró sigui un forat negre (o singularitat nua) o no. A més, com que l'electró és de naturalesa mecànica quàntica, qualsevol descripció purament en termes de relativitat general és incompleta fins que es desenvolupa un millor model basat en la comprensió de la naturalesa quàntica dels forats negres i el comportament gravitatori de les partícules quàntiques. Per tant, la idea d'un electró de forat negre segueix sent estrictament hipotètica.

## Detalls
Un article publicat el 1938 per Albert Einstein, Leopold Infeld i Banesh Hoffmann va demostrar que si les partícules elementals es tracten com a singularitats en l'espai-temps, no és necessari postular el moviment geodèsic com a part de la relativitat general. L'electró es pot tractar com una singularitat.
Si un ignora el moment angular i la càrrega de l'electró, així com els efectes de la mecànica quàntica, es pot tractar l'electró com un forat negre i intentar calcular-ne el radi. El radi de Schwarzschild rs d'una massa m és el radi de l'horitzó d'esdeveniments per a un forat negre sense càrrega i no giratori d'aquesta massa. Està donat per {\displaystyle r_{\text{s}}={\frac {2Gm}{c^{2}}},} on G és la constant de gravitació newtoniana i c és la velocitat de la llum. Per a l'electró,
m = 9,109×10−31 kg,
ja que
rs = 1,353×10−57 m.
Així, si ignorem la càrrega elèctrica i el moment angular de l'electró i apliquem la relativitat general en aquesta escala de longitud molt petita sense tenir en compte la teoria quàntica, un forat negre de la massa de l'electró tindria aquest radi.
En realitat, els físics esperen que els efectes de la gravetat quàntica siguin significatius fins i tot a escales de longitud molt més grans, comparables a la longitud de Planck. {\displaystyle \ell _{\text{P}}={\sqrt {\frac {G\hbar }{c^{3}}}}=1.616\times 10^{-35}~{\text{m}}.} Per tant, no es pot confiar en el càlcul purament clàssic anterior. A més, fins i tot de manera clàssica, la càrrega elèctrica i el moment angular afecten les propietats d'un forat negre. Per tenir-los en compte tot ignorant els efectes quàntics, cal utilitzar la mètrica de Kerr-Newman. Si ho fem, trobem que el moment angular i la càrrega de l'electró són massa grans per a un forat negre de la massa de l'electró: un objecte Kerr-Newman amb un moment angular i una càrrega tan grans seria " superextremal ", mostrant una singularitat nua, és a dir, una singularitat no protegida per un horitzó d'esdeveniments.
Per veure que això és així, n'hi ha prou de considerar la càrrega de l'electró i descuidar el seu moment angular. A la mètrica de Reissner–Nordström, que descriu forats negres carregats elèctricament però no rotatius, hi ha una quantitat rq, definida per {\displaystyle r_{q}={\sqrt {\frac {q^{2}G}{4\pi \epsilon _{0}c^{4}}}},} on q és la càrrega de l'electró i ε0 és la permitivitat del buit. Per a un electró amb q = − e = −1,602×10−19 C, això dóna un valor
rq = 1,3807×10−36 m.
Com que això (molt) supera el radi de Schwarzschild, la mètrica de Reissner–Nordström té una singularitat nua.
Si incloem els efectes de la rotació de l'electró utilitzant la mètrica de Kerr-Newman, encara hi ha una singularitat nua, que ara és una singularitat d'anell, i l'espai-temps també té corbes tancades semblants al temps. La mida d'aquesta singularitat d'anell és de l'ordre de {\displaystyle r_{a}={\frac {J}{mc}},} on com abans m és la massa de l'electró, c és la velocitat de la llum i J = {\displaystyle \hbar /2} és el moment angular de spin de l'electró. Això dóna
ra = 1,9295×10−13 m,
que és molt més gran que l'escala de longitud rq associada a la càrrega de l'electró. Com va assenyalar Carter, aquesta longitud ra és de l'ordre de la longitud d'ona de Compton de l'electró. A diferència de la longitud d'ona de Compton, no és de naturalesa mecànica quàntica.
Més recentment, Alexander Burinskii ha perseguit la idea de tractar l'electró com una singularitat nua de Kerr-Newman.